# L-askorbat-citohrom-b5 reduktaza
-askorbat-citohrom-b5 reduktaza (EC 1.10.2.1, askorbat-citohrom b5 reduktaza) je enzim sa sistematskim imenom L-askorbat:fericitohrom-b5 oksidoreduktaza. Ovaj enzim katalizuje sledeću hemijsku reakciju
-askorbat + fericitohrom b5 {\displaystyle \rightleftharpoons } monodehidroaskorbat + ferocitohrom b5 + H+

## Literatura
- Nicholas C. Price; Lewis Stevens (1999). Fundamentals of Enzymology: The Cell and Molecular Biology of Catalytic Proteins (Third изд.). USA: Oxford University Press. ISBN 019850229X.
- Eric J. Toone (2006). Advances in Enzymology and Related Areas of Molecular Biology, Protein Evolution (Volume 75 изд.). Wiley-Interscience. ISBN 0471205036.
- Branden C; Tooze J. Introduction to Protein Structure. New York, NY: Garland Publishing. ISBN 0-8153-2305-0.
- Irwin H. Segel. Enzyme Kinetics: Behavior and Analysis of Rapid Equilibrium and Steady-State Enzyme Systems (Book 44 изд.). Wiley Classics Library. ISBN 0471303097.

## Spoljašnje veze
- L-ascorbate—cytochrome-b5+reductase на 